# Otto Walther (Mediziner)
 Otto Walther (* 1. August 1855 in Limbach/Sachsen; † 6. April 1919 in Baden-Baden) war ein deutscher Arzt und gründete das Lungensanatorium und somit auch den Kurbetrieb in Nordrach.

## Leben
Er studierte Medizin an der Universität Leipzig. Nach dem medizinischen Staatsexamen 1880 übersiedelte er nach London, hier fand er in einem deutschen Spital eine Anstellung. Nach der Hochzeit 1883 mit seiner ehemaligen britischen Kommilitonin Hope Adams kehrten beide nach Deutschland zurück, um in Frankfurt am Main eine gemeinsame Praxis zu gründen.
Walthers politische Gesinnung – er war Sozialdemokrat und nach dem Erlass des Sozialistengesetzes stand seine Ausweisung aus Frankfurt bevor – erzwang einen Ortswechsel ins hintere Ohlsbachtal. Hier auf dem Brandecklindle wurde seine Idee, die Gründung einer Lungenheilanstalt, geboren. Mitbestimmend war sicher die Tuberkuloseerkrankung seiner Frau. Die Suche nach Baulichkeiten führte ihn schließlich nach Nordrach.
In den Gebäuden einer ehemaligen Glasfabrik fand er die passenden Örtlichkeiten und eröffnete 1891 ein Sanatorium; den aufgenommenen Kurbetrieb weitete er in den Folgejahren stetig aus. Zum Besitz des Arztes gehörten ferner das Wirtshaus „Anker“ und eine Blocksäge. Nachdem seine Frau Hope ihn verlassen hatte (aus der Ehe waren zwei Kinder hervorgegangen: Heinz und Mara), heiratete Walther am 1. August 1895 die Dänin Ragnhild Bayer, eine ehemalige Patientin.
Jener Ehe entstammt mit Gerda Walther eine Tochter. Ragnhild Bayer verstarb im Jahre 1903, Walther heiratete danach Ragnhilds Schwester Sigrun. Im Jahre 1908 legte er sein Amt in Nordrach nieder, verkaufte das Sanatorium an die Landesversicherungsanstalt Baden und zog mit seiner Familie an den Starnberger See, 1917 dann nach Baden-Baden.
2013 benannte die Gemeinde Nordrach einen Teil der Schönwaldstraße in Dr.-Otto-Walther-Straße um.